# Zyprische Badmintonmeisterschaft 2016
Die Zyprische Badmintonmeisterschaft 2016 fand vom 3. bis zum 4. Dezember 2016 statt. Es war die 27. Auflage der nationalen Titelkämpfe von Zypern im Badminton.

## Medaillengewinner
| Disziplin    | Gold                                    | Silber                              | Bronze                                  |
| ------------ | --------------------------------------- | ----------------------------------- | --------------------------------------- |
| Herreneinzel | Elias Nicolaou                          | Thomas Anastasiades                 | Christakis Temereas                     |
| Herreneinzel | Elias Nicolaou                          | Thomas Anastasiades                 | Savvas Hadjipantelis                    |
| Dameneinzel  | Eleni Christodoulou                     | Anastasia Zintsidou                 | Ioanna Pissi                            |
| Dameneinzel  | Eleni Christodoulou                     | Anastasia Zintsidou                 | Maria Ellina                            |
| Herrendoppel | Antonis C. Lazarou Elias Nicolaou       | Andreas Frangou Charis Charalambous | Christakis Temereas Philippos Kneknas   |
| Herrendoppel | Antonis C. Lazarou Elias Nicolaou       | Andreas Frangou Charis Charalambous | Thomas Anastasiades Nicolas Panayiotou  |
| Damendoppel  | Anastasia Zintsidou Eleni Christodoulou | Anastasia Kchatap Maria Ellina      | Kleopatra Khatap Ioanna Pissi           |
| Damendoppel  | Anastasia Zintsidou Eleni Christodoulou | Anastasia Kchatap Maria Ellina      | Stephanie Frangou Revekka Evangelou     |
| Mixed        | Elias Nicolaou Eleni Christodoulou      | Andreas Frangou Andrea Chrysostomou | Christakis Temereas Anastasia Zintsidou |
| Mixed        | Elias Nicolaou Eleni Christodoulou      | Andreas Frangou Andrea Chrysostomou | Nicolas Panayiotou Marina Demosthenous  |